# 木村義一
木村 義一（きむら よしかず、1931年6月13日 - 2016年1月23日）は、日本のプロビリヤード選手。得点ではなく技の美しさを競うアーティスティック・ビリヤード（曲球）の第一人者として知られ、ビリヤードの神様と呼ばれる。日本プロポケットビリヤード連盟に所属していた。

## 略歴
京都府出身。米軍キャンプで働いたことがきっかけでビリヤードを始める。
長らくサラリーマンをしており、その間親戚が経営していたプールバー・白ばらに通っていた。そのオーナーが引退するにあたって木村が白ばらの経営を引き継ぐこととなった。それをきっかけにプロテストを受け、プロとなる。そのためビリヤード歴は長いが、プロになったのは50歳と非常に遅い。フィギュアスケートやアーティスティックスイミングのように素人が見ても面白みが出せるようにとアーティスティック・ビリヤードの技を開発するようになる。現在その技は200種類にものぼる。その技術とオリジナリティは世界中のプロたちから尊敬を集め、中でも有名な「木村ショット（だるま落とし）」は、海外でも畏敬を込めて「KIMURA-SHOT」と呼ばれる。
2006年、『ニューズウィーク日本版』から「世界が尊敬する日本人100人」の一人に選ばれた。
2008年の白ばら閉店により一線から退いたが、その後もプロとして活動を続けた。2013年には日本のビリヤード発展への貢献により「BCJ Hall of Fame（日本撞球殿堂）」の表彰を受けた。
2016年1月23日に死去。84歳没。

## 主な技
- コイン飛ばし

クッション部分にコイン（主に100円玉）を載せ、そのクッションに手玉をショットする。コインを飛ばしてグラスに入れるというもの。グラスの位置はコインのすぐ後ろから隣の台まで様々。（やはりグラスが近いほど易しい）
- 木村ショット

コーラの瓶のふたの部分に的球（A）を載せ、さらにその上にもう1つの的球（B）を垂直に載せる。手玉をショットし、Aの球に当て、だるま落としのようにBの球をふたの上に落とすというもの。

## 出演
全国ネットも数多いが、京都市在住のため特に関西ローカルのテレビ番組を中心に多数の出演歴がある。
特別に招待されて、海外のイベントやテレビへの出演歴もある。

## 著書
- 『木村義一プロのビリヤード 曲球大全　vol.1　Basic編』（2006年　ビーエービージャパン）